# 술탄 하지 오마르 알리 사이푸딘 대교
술탄 하지 오마르 알리 사이푸딘 대교(영어: Sultan Haji Omar Ali Saifuddien Bridge, 말레이어: Jambatan Sultan Haji Omar Ali Saifuddien, 자위 문자: جمبتن سلطان حاج عمر علي سيف الدين) 또는 틈부롱 대교(말레이어: Jambatan Temburong)는 브루나이의 브루네이무아라구 숭가이 베사르와 틈부롱구 라부 지구를 잇는 다리이다. 중앙분리대가 있는 양방향 고속도로가 지난다. 교량 길이 30 Km로 동남아시아에서 가장 긴 다리이다. 브루나이 본토와 월경지인 틈부롱구를 직접 연결하는 유일한 도로이기도 하다. 이로서 브루나이는 두 지역을 연결하는 기존 도로가 말레이시아 국경을 통과하면서 출입국 확인을 받아야 했던 번거로움을 피할 수 있게 되었다. 다리 개통 이전에 브루나이의 수도 반다르스리브가완에서 틈부롱구 행정중심지인 방아르를 직접 가는 방법은 말레이시아 국경을 통과하는 택시 서비스 뿐이었다.
대림산업과 중국건축공정총공사가 시공한 틈부롱 대교는 2014년 중순에 착공하여 2019년 11월 27일 준공하였다. 건설 프로젝트의 총 비용은 1억 6천 브루나이 달러(2018년 3월 기준 환율로 약 1억 2천 미국 달러)였다.
원래는 준공 즉시 개통 예정이었으나 코로나19 범유행 때문에 2020년 3월 17일 개통하였다.
2020년 7월 14일 브루나이의 술탄 하사날 볼키아의 74주기 생일을 맞아 술탄의 아버지이자 전임 술탄인 오마르 알리 사이푸딘 3세를 기려 정식 명칭을 술탄 하지 오마르 알리 사이푸딘 대교로 명명하였다.

## 건설
브루나이는 석유 자원으로 동남아시아 국가들 가운데 비교적 부유한 국가이지만 보르네오섬에서 본토와 월경지인 틈부롱구 사이에 말레이시아의 영토가 있어 두 지역 사이의 교통이 불편하였다. 2010년대 석유 가격이 급락하자 두 지역 발전의 불균형을 해소하기 위해 국경을 넘나들지 않고 직접 연결할 수 있는 다리 건설을 추진하였다. 브루나이는 틈부롱 대교 건설로 브루나이만을 국제 물류항으로 성장시킬 계획을 추진하고 있다.
다리 개통 이전에 두 지역 사이를 오가는 시간은 4시간에 달했지만,으로 두 지역을 오가는 시간은 20분 남짓이 걸리게 되었다.
틈부롱 대교는 모두 여섯 구간으로 나뉘어 공사가 진행되었다. 이 가운데 대림산업이 맡은 부분은 사장교 구간을 포함한 제2구역으로 13.65 km로 약 2조 원이 들었고, 중국건축공정총공사가 담당한 부분은 제4구역 11.8 km이다. 대림산업이 틈부롱 대교의 핵심 구간인 사장교 건설 구간을 수주할 수 있었던 것은 그 이전에 브루나이 수도를 지나는 브루나이강에 사장교인 리파스 대교를 건설하면서 기술적인 신뢰를 쌓았기 때문이라고 평가받고 있다.
대림산업의 틈부롱 대교 건설 수주에는 대한민국 정부 차원의 지원이 있었다. 수주 당시인 2015년 정부는 틈부롱 대교 건설 수주를 "박근혜의 수주 외교" 성과로 제시하였고, 문재인 정부에 들어서도 공사 현장을 방문한 바 있다. 해양 특수 교량의 건설 시장은 중국과 일본, 한국이 경쟁하고 있어 대형 교량의 성공적 건설은 이후 이어질 또 다른 해양 교량 건설에 중요한 실적으로 작용한다.
한편 함께 건설에 참여한 중국건축공정총공사는 국가가 운영하는 공기업이다.